# Argamasilla de Alba
Argamasilla de Alba es un municipio y localidad española de la provincia de Ciudad Real, en la comunidad autónoma de Castilla-La Mancha. Ubicado en la comarca de La Mancha, el término municipal cuenta con una población de 6925 habitantes (INE 2024).

## Geografía

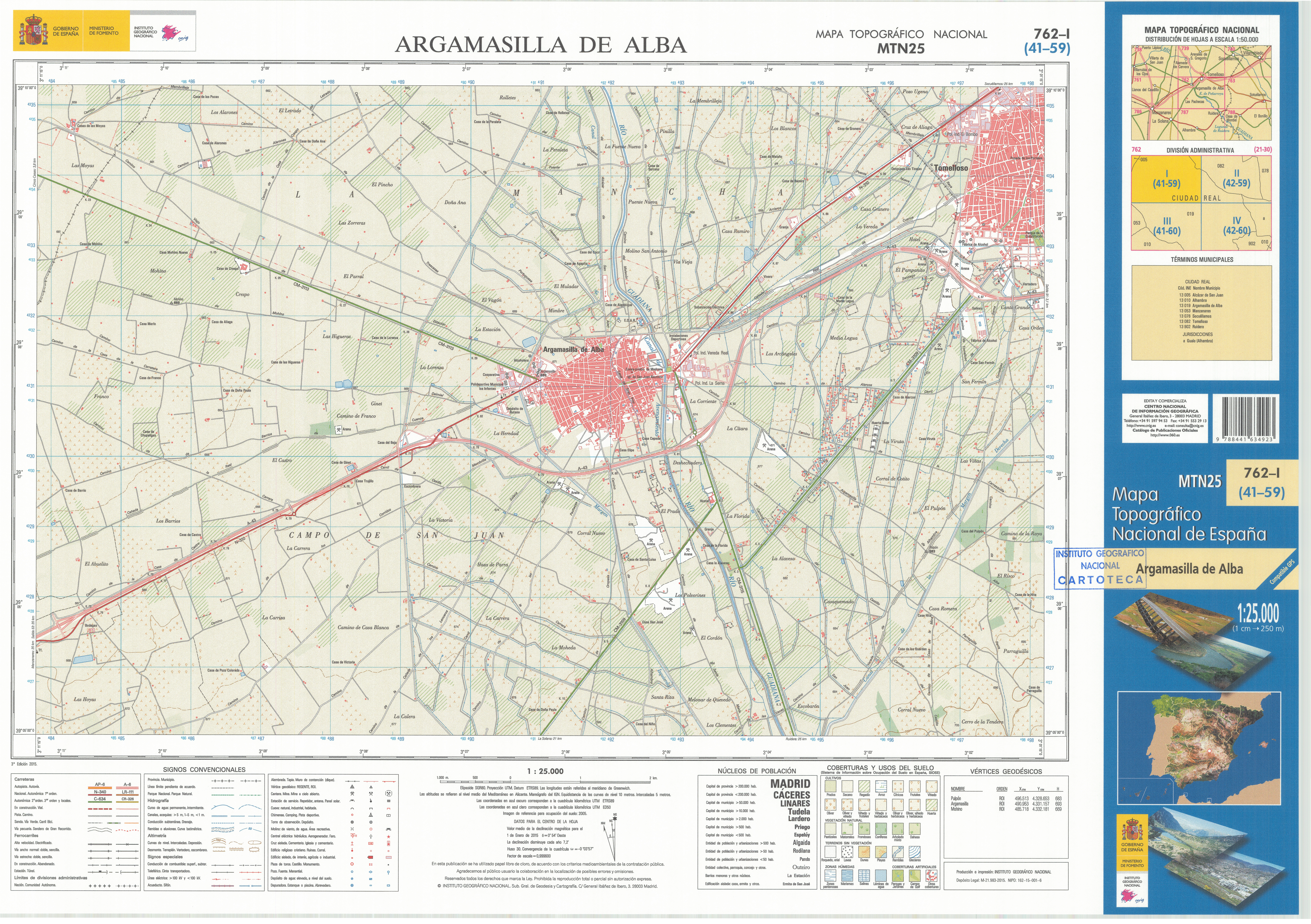
Hoja 762-I del Mapa Topográfico Nacional correspondiente a Argamasilla de Alba

Argamasilla de Alba se encuentra enclavada en la parte más llana de la meseta manchega. De sur a norte siempre la cruza el río Guadiana y el Canal del Gran Prior, y de este a oeste la Cañada Real de Cuenca o Vereda Soriana. En su subsuelo se encuentra el acuífero 23. En su término municipal está enclavado el parque natural de las Lagunas de Ruidera y el embalse de Peñarroya, a 12 kilómetros de la localidad. 
El municipio limita con los de Tomelloso, Manzanares, Ruidera, Alhambra, Campo de Criptana y Alcázar de San Juan. Posee un clima mediterráneo continentalizado, caracterizado por veranos muy calurosos e inviernos muy fríos, y una gran amplitud térmica, con gran variación de grados tanto entre el día y la noche, como a lo largo de las estaciones del año. La economía de Argamasilla está muy ligada al río Guadiana.

## Historia
Argamasilla de Alba, o ‘Lugar Nuevo’ (así llamada en su segunda fundación), tuvo lugar hacia el año 1515 emplazándose cerca de Ruidera, en las proximidades de la Laguna del Cenagal, en la Dehesa de La Moraleja. Sin embargo, la proximidad del Alto Guadiana motivó su pronto despoblamiento debido a las fiebres palúdicas (fiebres tercianas) que generaban sus remansadas aguas.

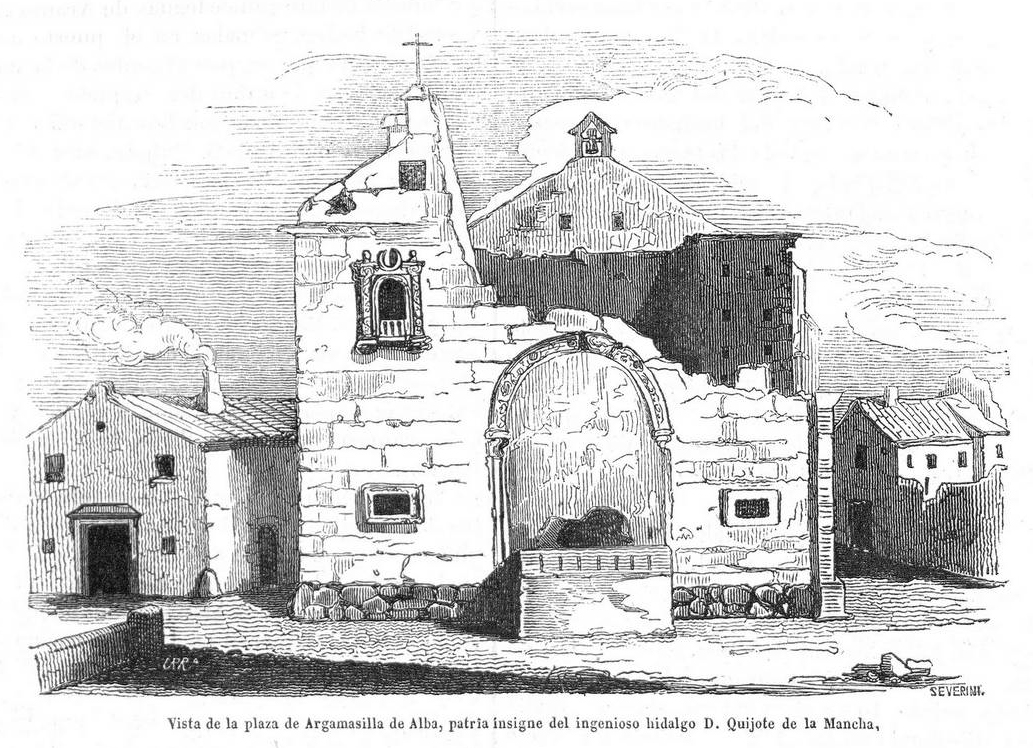
Vista de la plaza de la localidad (Semanario Pintoresco Español, 1848)

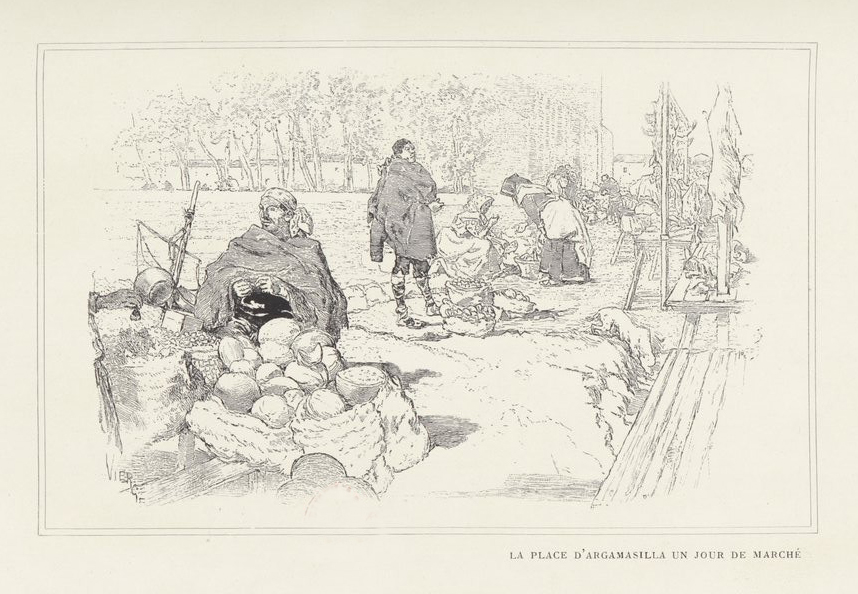
«La plaza de Argamasilla un día de mercado» de Vierge (Au pays de Don Quichotte, 1901)

Así, en 1531, fue preciso establecer un nuevo emplazamiento que tampoco duró mucho tiempo (cuatro o cinco años) y por las mismas causas. Entonces, se ubicó aguas abajo del Estrecho y del castillo de Peñarroya, concretamente en las inmediaciones de los molinos de Santa María de Alva. Pero, definitivamente, a petición del concejo argamasillero, representado por Juan de Zúñiga, alcalde de Peñarroya a Diego de Toledo, que por aquel entonces era el gran prior de San Juan (1542) (el duque de Alba), se trasladaron al ‘lugar nuevo’ actual, por reunir unas mejores condiciones de salubridad, y ser más provechoso por vivir más contentos y sanos sus habitantes.
Su singladura como ciudad importante no empezó hasta finales del siglo XVI. Un siglo más tarde, esta villa gozó de gran apogeo gracias, entre otras cosas, al establecimiento de bastantes familias moriscas, que venían emigrando después de los acontecimientos provocados por la rebelión de las Alpujarras. Estos nuevos vecinos aportaron todo su saber en técnicas de cultivo, riego y construcción.
En el siglo XVIII, a petición del infante Gabriel (hijo de Carlos III), que por entonces era prior de la orden de San Juan, se construyó el Gran Canal de Priorato de San Juan. Este canal transcurre por el centro de la villa y en los comienzos del siglo XXI seguía en funcionamiento y estaba perfectamente cuidado. En el siglo XIX, el infante Sebastián de Borbón, también prior de la Orden, compró la casa de Medrano, el caserón en cuya cueva estuvo preso Cervantes por un tiempo y donde pudo haber escrito parte del Quijote. A partir de ese momento se destinó a actividades culturales. En parte para celebrar la inauguración de la Cueva de Medrano, a instancias de José María Casasayas se celebró en Argamasilla de Alba un Coloquio de la Asociación de Cervantistas, entidad creada y dirigida por este. Muerto en 2004, se celebró un acto en homenaje suyo en 2005.

## Demografía
Argamasilla de Alba cuenta con una población de 6925 habitantes (INE 2024).
| Gráfica de evolución demográfica de Argamasilla de Alba entre 1842 y 2021 |
| |
| Población de derecho según los censos de población del INE Población de hecho según los censos de población del INEEntre el censo de 1991 y el anterior, disminuye el término del municipio porque independiza a Ruidera |

| Evolución demográfica Argamasilla de Alba entre 1900 y 2016 | Evolución demográfica Argamasilla de Alba entre 1900 y 2016 | Evolución demográfica Argamasilla de Alba entre 1900 y 2016 | Evolución demográfica Argamasilla de Alba entre 1900 y 2016 | Evolución demográfica Argamasilla de Alba entre 1900 y 2016 | Evolución demográfica Argamasilla de Alba entre 1900 y 2016 | Evolución demográfica Argamasilla de Alba entre 1900 y 2016 | Evolución demográfica Argamasilla de Alba entre 1900 y 2016 | Evolución demográfica Argamasilla de Alba entre 1900 y 2016 | Evolución demográfica Argamasilla de Alba entre 1900 y 2016 | Evolución demográfica Argamasilla de Alba entre 1900 y 2016 | Evolución demográfica Argamasilla de Alba entre 1900 y 2016 | Evolución demográfica Argamasilla de Alba entre 1900 y 2016 | Evolución demográfica Argamasilla de Alba entre 1900 y 2016 |
| ----------------------------------------------------------- | ----------------------------------------------------------- | ----------------------------------------------------------- | ----------------------------------------------------------- | ----------------------------------------------------------- | ----------------------------------------------------------- | ----------------------------------------------------------- | ----------------------------------------------------------- | ----------------------------------------------------------- | ----------------------------------------------------------- | ----------------------------------------------------------- | ----------------------------------------------------------- | ----------------------------------------------------------- | ----------------------------------------------------------- |
| 1900                                                        | 1910                                                        | 1920                                                        | 1930                                                        | 1940                                                        | 1950                                                        | 1968                                                        | 1970                                                        | 1981                                                        | 1991                                                        | 2001                                                        | 2008                                                        | 2014                                                        | 2016                                                        |
| 3505                                                        | 4134                                                        | 5122                                                        | 6284                                                        | 7064                                                        | 7669                                                        | 7529                                                        | 6982                                                        | 6845                                                        | 6368                                                        | 6688                                                        | 7387                                                        | 7205                                                        | 6972                                                        |

## Política municipal
El PSOE lleva desde 1999 al frente de la alcaldía. Anteriormente Izquierda Unida, siendo su representante Cayo Lara, fue el partido político al frente del ayuntamiento. Tras las elecciones municipales de 2019, volvió a ser investido como alcalde el socialista Pedro Ángel Jiménez Carretón. La corporación municipal había quedado compuesta por 6 concejales del PSOE, 5 del PP y 2 de IU.
Tras las elecciones del 28 de mayo de 2023, el Partido Popular ha conseguido la mayoría absoluta y es la primera vez que gobierna en el municipio, encabezado por Dª Sonia González Martínez que se convierte en la primera alcaldesa de la historia de Argamasilla de Alba. Así la corporación municipal queda con 7 concejales del PP, 4 del PSOE y 2 de IU.
| Periodo   | Nombre                       | Partido |
| --------- | ---------------------------- | ------- |
| 1979-1983 | Manuel Jiménez Zarco         | PCE     |
| 1983-1987 | José Trujillo                | PCE     |
| 1987-1991 | Cayo Lara                    | IU      |
| 1991-1995 | Cayo Lara                    | IU      |
| 1995-1999 | Cayo Lara                    | IU      |
| 1999-2003 | José Díaz Pintado            | PSOE    |
| 2003-2007 | José Díaz Pintado            | PSOE    |
| 2007-2011 | José Díaz Pintado            | PSOE    |
| 2011-2015 | Pedro Ángel Jiménez Carretón | PSOE    |
| 2015-2019 | Pedro Ángel Jiménez Carretón | PSOE    |
| 2019-2023 | Pedro Ángel Jiménez Carretón | PSOE    |
| 2023-act. | Sonia González Martínez      | PP      |

## Patrimonio

### Casa de Medrano y cueva de Medrano

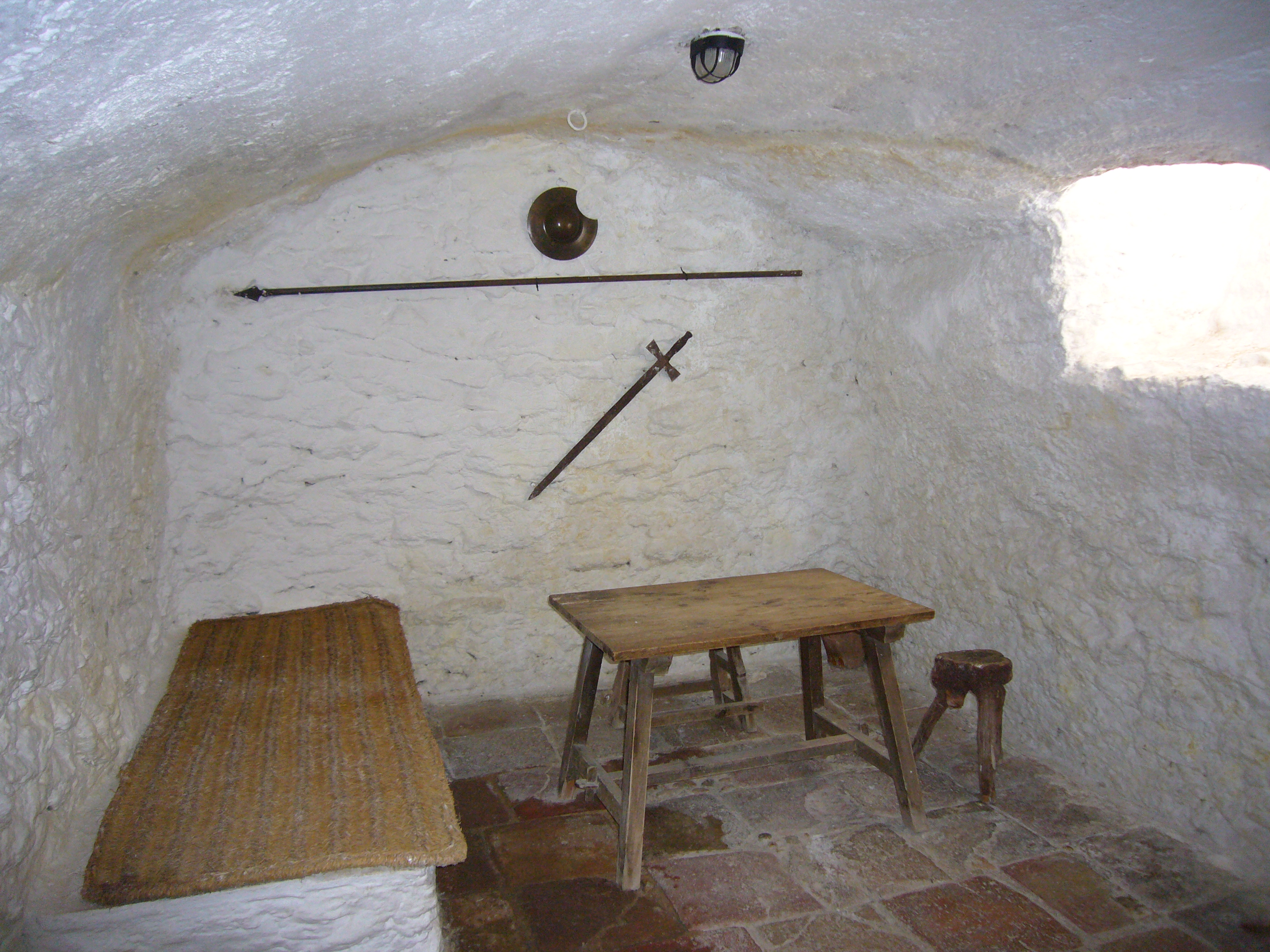
Interior del caserón de los Medrano.

En el año 1863 la Casa de Medrano, construida encima de la cueva del mismo nombre, fue adquirida por el infante don Sebastián Gabriel de Borbón, prior de la orden de San Juan, con el fin de desarrollar en ella actos culturales y otras actividades. Entre otras cosas, invitó al editor Manuel Rivadeneyra para que trasladase allí su imprenta, y allí, en la cueva,  hizo una edición del Quijote, en el año 1863. Esta edición tuvo un prólogo del dramaturgo español Hartzenbusch, quien además da noticia de la casa en cuestión y dice «maltratado y ruinoso el corredor que da vueltas al patio, lo demás de la fábrica subsiste duradero».
Al morir el infante Sebastián de Borbón, su viuda vendió la casa. Se sabe que al final de siglo sufrió un terrible incendio y al quedar casi en ruinas se reconstruyó con una sola planta. La cueva de los dos niveles había quedado intacta después del incendio. Esta segunda casa fue la que conocieron al principio del siglo XX los ilustres literatos Azorín y Rubén Darío, que habían acudido a Argamasilla con motivo de la celebración del tercer centenario del Quijote (de vuelta a su país, Rubén Darío hizo una publicación en el diario La Nación de Buenos Aires sobre Argamasilla).
La cueva de que se hace mención y que subsiste a pesar de todos los avatares, es el lugar donde, según algunas tesis, estuvo preso Cervantes y donde, según la tradición, escribió su Quijote. Los eruditos que defienden esta cuestión, ninguno moderno, se amparan en varios testimonios:[cita requerida]
- Las palabras que Cervantes escribe en su prólogo donde dice «¿Qué podrá engendrar el estéril y mal cultivado ingenio mío, sino la historia de un hijo seco [?] como quien se engendró en una cárcel donde toda incomodidad tiene su asiento y donde todo triste ruido hace su habitación?».
- El hecho de que tal cuestión se extendiera entre los contemporáneos de Cervantes, que según parece, estaban convencidos de que escribió en este lugar la obra. Ya en 1614, Alonso Fernández de Avellaneda, quien tiene un monumento dedicado en el pueblo, en El Quijote Apócrifo dice: al Alcalde, Regidores y hidalgos de la noble villa de Argamesilla de la Mancha, patria feliz del hidalgo caballero Don Quijote de la Mancha?
- La mención a que hace Cervantes al final de la primera parte del libro, citando uno a uno a los «académicos» de Argamasilla: el Monicongo, el Paniaguado, el Caprichoso, el Burlador, el Cachidiablo y el Tiquitoc.
- El cuadro-exvoto de la iglesia de San Juan Bautista, cuya leyenda habla de la enfermedad mental de un caballero de la villa llamado Rodrigo Pacheco, a quien debió conocer Cervantes durante su estancia en Argamasilla. Según cuentan, este caballero tenía una hermana (otros dicen que era una sobrina) llamada Aldonza. Se le describe, además, como describe Cervantes a su personaje.

El hecho es que en Argamasilla no dudan de que Cervantes estuvo allí preso y allí escribió la Primera Parte del Quijote, y por tanto en esta localidad manchega se celebran bastantes actos culturales y homenajes, todos ellos relacionados con el ilustre escritor. En 1990 la situación de deterioro y ruina de la casa de Medrano era alarmante. El Ayuntamiento junto con otras entidades decidió su rehabilitación y el 23 de abril de 1994, conmemorando la muerte de Cervantes, se inauguró el nuevo edificio que se destinó a biblioteca municipal, galería de exposiciones, auditorio y oficina de turismo. La cueva fue totalmente respetada.

### Iglesia de San Juan Bautista
Juan de Ornero comenzó la construcción de la iglesia de San Juan Bautista en 1542, continuando la obra el maestro cantero Juan de Rigos que la dejó sin concluir, hasta que en el siglo XVII se completa en parte y en el XVIII se remata con obras arquitectónicas y con ornamentación.
En este templo, en la capilla de la Virgen de la Caridad de Illescas, se halla expuesto el cuadro-exvoto que donó Rodrigo Pacheco, fechado en 1601. Al pie de dicha pintura puede leerse esta inscripción: 

Apareció nuestra señora a este caballero estando malo de una enfermedad gravísima desamparado de los médicos víspera de San Mateo año MDCI encomendándose a esta Señora y prometiéndole una lámpara de plata llamándola día y noche de un gran dolor que tenía en el celebro de una gran frialdad que se le cuajó dentro.

Por la fecha datada y por la referencia a la enfermedad se ha podido identificar al donante del cuadro como el caballero que conoció Cervantes en esta localidad y en el que se inspiró para crear su personaje de El Quijote.

### Ermita de San Antón
La ermita de San Antón está levantada sobre el antiguo solar ocupado por la ermita dedicada a San Vicente Ferrer, según el Diccionario Geográfico de Inocente Hervás y Buendía, la actual dataría de una reconstrucción de 1796, por parte de la hermandad de la Veracruz y la Santa Faz, siendo más tarde dedicada a la veneración de San Antonio Abad (San Antón).
Arquitectónicamente, presenta un espacio cuadrangular, cubierto por una bóveda sobre pechinas, sin tambor y rematada por un pequeño linternín de donde procede la iluminación interior. Este espacio cuadrangular se halla precedido por un pequeño vestíbulo, que antes estuvo abierto como portal de entrada, cerrándolo con posterioridad. El espacio interior queda pues reducido a un pequeño rectángulo y el espacio centralizado cubierto por cúpula.
La decoración sencilla, queda reducida a las pechinas donde aparecen distintos instrumentos relacionados con la pasión de Cristo, clavos, corona de espinas, gallo de la negación, etc. Durante la Guerra Civil, fue utilizada como almacén y no sufrió graves deterioros, conservó la talla del Santo titular, tallada en madera y con un expresivo rostro. De su antigua vinculación con la hermandad de la Veracruz y la Santa Faz, el retablo que cobija la talla del santo, se corona con una imagen de la Santa Faz, de factura reciente, pero como nos recuerda la inscripción, se hace para recordar otra que presidió anteriormente.

### Rebotica de los «Académicos»

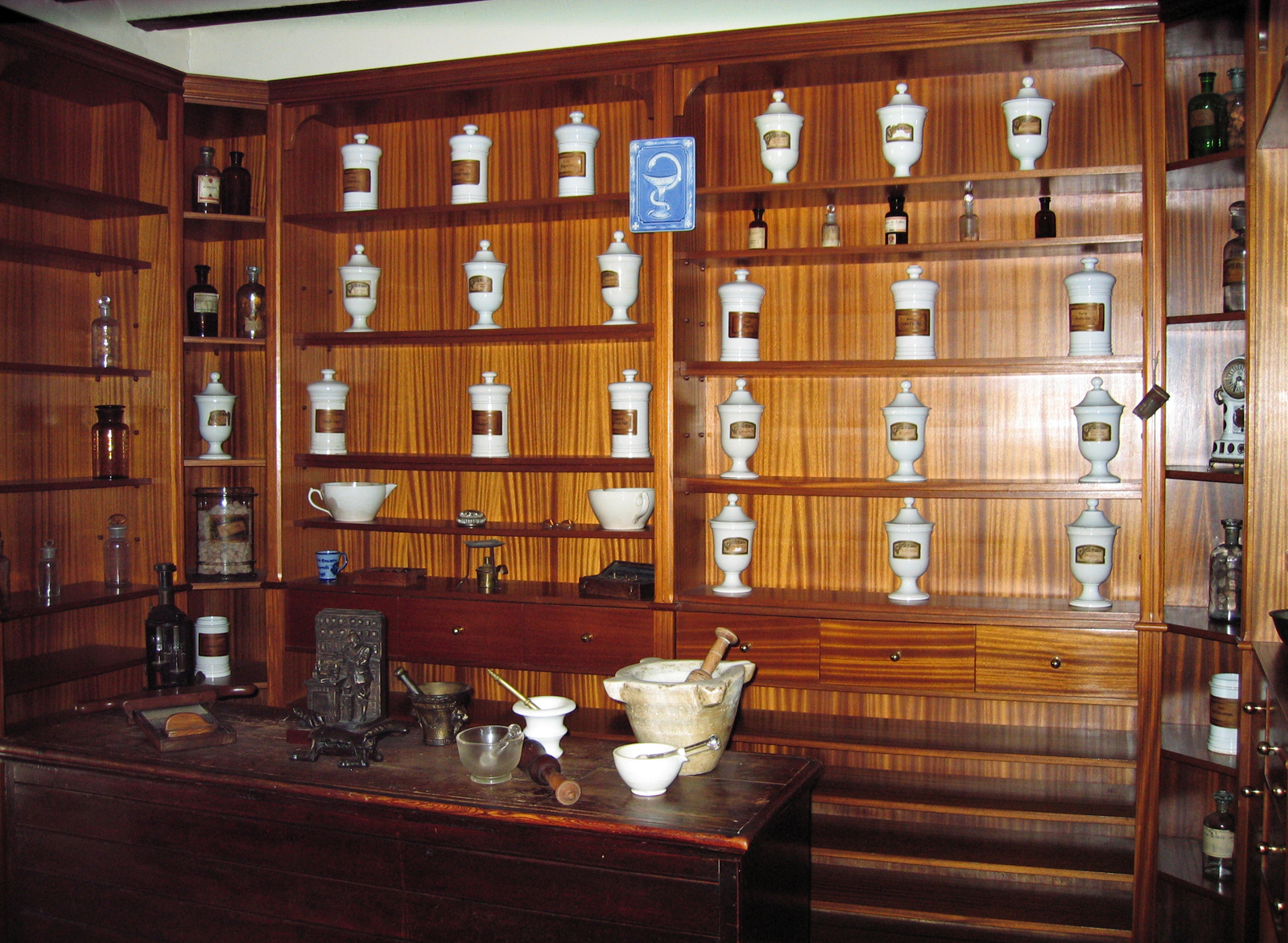
Botica de los Académicos

La Rebotica de los «Académicos» es un lugar de celebración de reuniones cervantistas de los «Académicos de Argamasilla» (entidad, entonces ficticia, imaginada por Cervantes). Fue aquí donde Cándido, Luis, Francisco, Juan Alfonso y Carlos se reunieron con José Martínez Ruiz Azorín cuando, con motivo del tercer centenario del Quijote, en 1905, este visitó la villa, afirmando no haber «conocido jamás hombres más discretos, más amables, más sencillos que estos buenos hidalgos».[cita requerida]
De este modo describió el sitio el de Monóvar en su libro La ruta del Quijote: «Y ponemos nuestras plantas en la botica; después pasamos a una pequeña estancia que detrás de ella se abre. Aquí, sentados, están don Carlos, don Francisco, don Juan Alfonso. Los tarros blancos aparecen en las estanterías; entra un sol vivo y confortador por la ancha reja; un olor de éter, de alcohol, de cloroformo, flota en el ambiente».
En el IV Centenario, en 2005, recibió la visita del premio Nobel de Literatura Mario Vargas Llosa.

### Glorieta
La Glorieta es el nombre común de la plaza de España donde se observan las figuras de Don Quijote, Dulcinea y Sancho Panza realizadas por el escultor argamasillero Cayetano Hilario. Al otro lado de la calle también pueden contemplarse una representación en homenaje a los segadores de alfalfa, oficio ya desaparecido.
Muy cerca de aquí, en la plaza de Alonso Quijano, existen dos figuras más, una de Azorín, frente a la botica en que este se reunía con los Académicos de la Argamasilla, y otra al otro extremo de la plaza representando a Miguel de Cervantes en posición sedente.
El patio de la Casa de Medrano contiene numerosos bustos de otros personajes del libro, pertenecientes al mismo autor.

### Casa del Bachiller Sansón Carrasco
La Casa del Bachiller Sansón Carrasco es una casa típica manchega, situada en el número 1 de la calle Académicos de la Argamasilla. Según la tradición vivió el bachiller Sansón Carrasco o Caballero de los Espejos. En la primera década del siglo XXI, el edificio, de propiedad privada, se encontraba en estado ruinoso, por lo que el Ayuntamiento de Argamasilla de Alba estaba gestionando su adquisición con el fin de restaurarlo y convertirlo en lugar visitable.

### Pósito de La Tercia
El pósito de la Tércia es un edificio del siglo XVII. Al parecer fue creado por doña Ana Mondéjar, vecina de la localidad, la cual dispuso que fuera dotado con 800 fanegas de trigo. A mediados del siglo XVIII, el Ayuntamiento aún no tenía edificio propio que sirviera para pósito del común de los vecinos, por lo cual se veía obligado a alquilar para ese uso distintos establecimientos, entre ellos el de doña Ana Mondéjar. Ya en el siglo XIX, el pósito fue regentado por una Junta Administrativa, que se encargaba de regular la recogida y entrega de los cereales que los agricultores llevaban a dicho edificio. Pero no es hasta 1909 cuando dicha Junta, debido a los escasos recursos económicos de que disponía, decide su venta a particulares.
Cien años tuvieron que transcurrir hasta que en 2005 el Ayuntamiento consiguió llegar a un acuerdo con los propietarios para hacerse de nuevo con él. Después de seis años, en 2011 se inauguró de nuevo, tras su rehabilitación para uso cultural y turístico.

### Pósito Real
El pósito Real se empieza a construir con el siglo XVI al mismo tiempo que la iglesia de San Juan, pero de igual forma que una parte de la iglesia, debido a la escasez de recursos, se deja en sus primeras murallas y no se finaliza hasta bien entrado el siglo XVIII. Se cree que dichas obras fueron realizadas bajo la dirección del arquitecto Juan de Villanueva.

### Canal del Gran Prior
El Canal del Gran Prior es, sin duda, la obra más antigua ejecutada en el río Guadiana Alto. Hay quien atribuye su construcción al restaurador de Argamasilla de Alba, Diego de Toledo, prior de la Orden de San Juan (siglo XVI), pero su construcción es evidentemente anterior a este prior, teniéndola otros por obra de fray Fernando Rodríguez en el siglo XIV. Este canal recorre de norte a sur esta localidad manchega.

### Castillo de Peñarroya

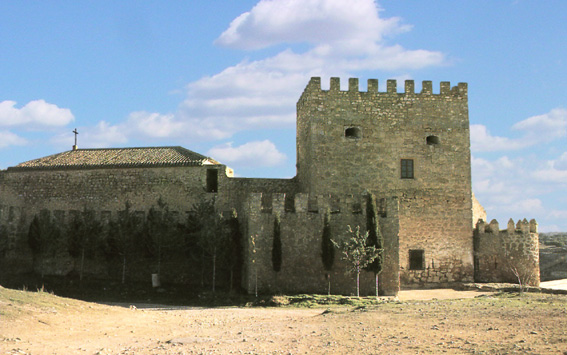
Castillo de Peñarroya.

El castillo de Peñarroya es una de las fortalezas que aún se conservan en el territorio de los que los caballeros hospitalarios poseyeron en La Mancha, el denominado Campo de San Juan. Está situado a 12 km de Argamasilla de Alba, en dirección a Las Lagunas de Ruidera, constituyendo la entrada al parque natural. Fue conquistado en el año 1198 por las órdenes coaligadas de Santiago y San Juan, y adscrito definitivamente a esta última en 1215. En el siglo XIV Peñarroya era, sin duda, la encomienda más importante de la Orden de San Juan desde el punto de vista económico. Se trataba de una fortaleza para garantizar el aprovechamiento económico del territorio, arrendamiento de pastos, cobro de impuestos y protección de pobladores pacíficos, a la vez que almacén de bienes o caja fuerte de la Orden.
Situado estratégicamente sobre un acantilado, en el que se construyó la presa del embalse de Peñarroya, el castillo conserva en el exterior un camino de acceso medieval, un humilladero y un foso. En el interior quedan antemuralla, liza, muralla medieval principal, torre del homenaje y una ermita del siglo XVII de marcado estilo barroco decadente en cuyo interior se encuentran pinturas a ambos lados del altar mayor, además de un retablo churrigueresco, el camarín de la virgen, el coro y una extraordinaria talla de estilo barroco del siglo XVII que primitivamente estuvo emplazada en el convento de los mercenarios de Argamasilla del Alba; patio de armas, ermita del siglo XII, y aljibe medieval.
En los comienzos del siglo XXI se encontraron en el exterior una necrópolis de rito islámico y un campo de silos de cronología indeterminada. Sirve como ermita o santuario de Nuestra Señora de Peñarroya, patrona de Argamasilla de Alba y de La Solana. Desde el embalse de Peñarroya, aguas arriba del Guadiana, se extiende el parque natural de las Lagunas de Ruidera.

### Castillo de Santa María del Guadiana
El castillo de Santa María del Guadiana fue levantado por la Orden de San Juan en el Alto Guadiana a unos 5 kilómetros de la localidad. Destaca por estar edificado en terreno llano, algo excepcional en la época. Tras siglos abandonado, en 2020 se localizó su emplazamiento original.

## Transportes y comunicaciones

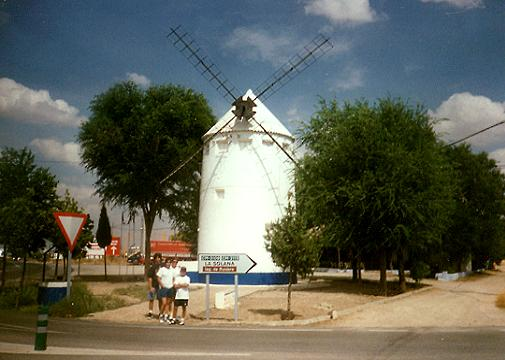
Molino en Argamasilla

### Carretera
- A-43: autovía de Extremadura a la Comunidad Valenciana (antigua N-310)
- N-310a: Une Argamasilla de Alba con Tomelloso.
- CM-3113: Villarta de San Juan a Argamasilla de Alba. Pasa por Cinco Casas. En Villarta de San Juan se cruza con la autovía A-4, y continúa hacia Arenas de San Juan y Villarrubia de los Ojos como CM-4126.
- CM-3115: carretera de Argamasilla de Alba a Ruidera. Une la localidad con Ruidera y el parque natural de las Lagunas de Ruidera, además de con el embalse y castillo de Peñarroya.
- CM-3109: carretera de Tomelloso a Valdepeñas. Pasa, además, por Argamasilla de Alba y La Solana.

### Tren
Antiguamente el municipio llegó a contar con una estación de ferrocarril perteneciente a la línea Cinco Casas-Tomelloso, hoy desaparecida.
En la actualdiad las estaciones de ferrocarril más cercanas a Argamasilla de Alba son:
- Estación de Cinco Casas, a 13 kilómetros, que cuenta con algunas paradas de los trenes que cubren las líneas Madrid-Jaén y Madrid-Ciudad Real;
- Estación de Alcázar de San Juan, a unos 40 kilómetros. Importante nudo ferroviario entre Madrid, Levante y Andalucía y futura parada de AVE en la línea Madrid-Jaén;
- Estación de Manzanares, a 30 kilómetros.

Otras estaciones cercanas son las de Socuellamos o Campo de Criptana.

### Distancias
Las distancias con las principales capitales y localidades de referencia para esta ciudad son:
| Capitales   | Distancia (km) | Ciudades            | Distancia (km) | Ciudades             | Distancia (km) |
| ----------- | -------------- | ------------------- | -------------- | -------------------- | -------------- |
| Ciudad Real | 83,2           | Sevilla             | 390            | Cinco Casas          | 13             |
| Toledo      | 130            | Tomelloso           | 7,5            | Pedro Muñoz          | 36             |
| Albacete    | 116            | Valdepeñas          | 53             | Ruidera              | 32             |
| Cuenca      | 156            | Alcázar de San Juan | 40,4           | Villarta de San Juan | 32             |
| Barcelona   | 610            | Campo de Criptana   | 40             | Villarrobledo        | 49             |
| Madrid      | 177            | Manzanares          | 30             | Socuéllamos          | 32             |
| Valencia    | 270            | La Solana           | 28             | Daimiel              | 52             |

## Centros educativos
Entre los centros de educación primaria y preescolar se encuentran el colegio público Azorín, el colegio público Divino Maestro y el colegio público Nuestra Señora de Peñarroya. Como centro de educación secundaria y bachillerato figura el IES Vicente Cano.

## Sanidad
La organización encargada de prestar en Argamasilla de Alba la atención sanitaria universal y gratuita que proclama la ley española, es el SESCAM. Argamasilla está incluida dentro de la Zona Sanitaria de Tomelloso - Manzanares en el Área de Salud de La Mancha Centro.
Cuenta con un centro de salud en el que se prestan servicios de atención primaria y recibe servicio de los Hospitales de Tomelloso, Manzanares o Alcázar de San Juan.

## Deporte
El equipo de fútbol de Argamasilla de Alba es el Atlético Cervantino, equipo que milita en primera división autonómica, Grupo II, perteneciente a la Federación de Fútbol de Castilla-La Mancha.
El equipo de baloncesto CBA (Club Baloncesto Argamasilla) ha cosechado importantes éxitos a nivel provincial y comarcal en todas sus categorías, destacando la clasificación para la Final Four de la 1.ª autonómica masculina en las temporadas 2007/2008 y 2013/2014.
Argamasilla de Alba cuenta con varios centros polideportivos donde practicar cualquier deporte, destacando:
- Campo de fútbol y polideportivo «Las Infantas», que cuenta con las siguientes instalaciones: campo de fútbol (de césped artificial), tres pistas de tenis (dos de superficie dura/rápida y una de hierba artificial), dos pistas de pádel, una pista polideportiva y un frontón.
- Instalaciones situadas en el recinto ferial, donde se encuentran el pabellón y la piscina municipal, la pista de atletismo (si puede llamarse así) y el velódromo.